# اندرو راموس
اندرو راموس (انگلیسی: Andreu Ramos؛ زادهٔ ۱۹ ژانویهٔ ۱۹۸۹) بازیکن فوتبال اهل اسپانیا است.
از باشگاه‌هایی که در آن بازی کرده‌است می‌توان به باشگاه فوتبال همیلتون آکادمیکال و باشگاه فوتبال بارسلونا اشاره کرد.